# Andrzej Skrzydlewski
Andrzej Skrzydlewski (Gmina Ksawerów, Polonia, 3 de noviembre de 1946-ídem, 28 de mayo de 2006) es un deportista polaco retirado especialista en lucha grecorromana donde llegó a ser medallista de bronce olímpico en Montreal 1976.

## Carrera deportiva
En los Juegos Olímpicos de 1976 celebrados en Montreal ganó la medalla de bronce en lucha grecorromana de pesos de hasta 100 kg, tras el luchador soviético Nikolai Balboshin (oro) y el búlgaro Kamen Goranov (plata).